# Oedmoertië
Oedmoertië (Russisch: Удму́ртия республика; Oedmoértija respoeblika; Oedmoerts: Удмурт Элькун; Oedmoert Elkoen) is een autonome republiek in de Russische Federatie. Het grenst aan de autonome republieken Basjkirostan en Tatarije, de oblast Kirov en de kraj Perm. De grootste stad in Oedmoertië is de hoofdstad Izjevsk.

## Demografische gegevens
- bevolkingsomvang: 1.570.316 (2002)
  - waarvan stedelijk: 1.094.338 (69,7%)
  - waarvan woonachtig op het platteland: 475.978 (30,3%)
  - mannen: 725.075 (46,2%)
  - vrouwen: 843.241 (53,7%)
- vrouwen per 1000 mannen: 1.160
- gemiddelde leeftijd: 35,8 jaar
- aantal huishoudens: 552.862

## Grote plaatsen

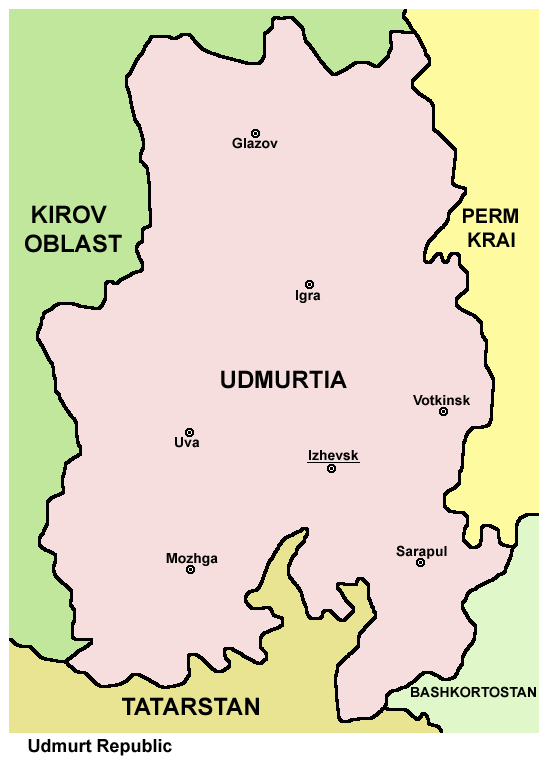
Belangrijkste plaatsen

## Afkomstig uit Oedmoertië
- Pjotr Iljitsj Tsjaikovski, (1840-1893), componist
- Michail Kalasjnikov (1919-2013), legerofficier en wapenontwikkelaar